# Dicliptera paposana
Dicliptera paposana är en akantusväxtart som beskrevs av Rodolfo Amando Philippi. Dicliptera paposana ingår i släktet Dicliptera och familjen akantusväxter. Inga underarter finns listade i Catalogue of Life.